# Silverstein

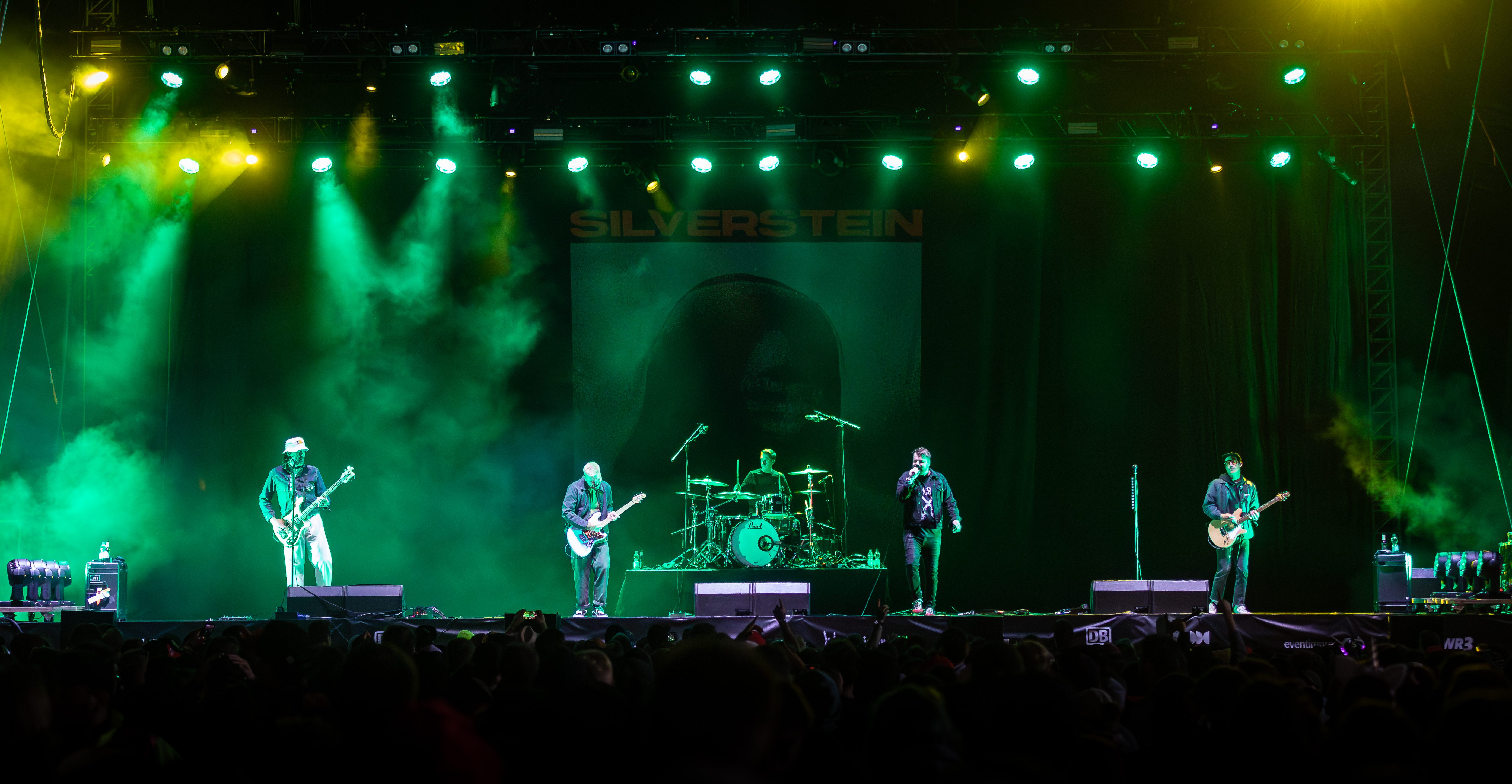
Występ Silverstein podczas festiwalu Rock am Ring 2023

Silverstein – kanadyjska grupa muzyczna wykonująca post hardcore.

## Historia
Grupa powstała w Burlington (Ontario) jako projekt poboczny muzyków będących członkami formacji wykonujących ska i hardcore. Wkrótce skoncentowali się na Silverstein, którego nazwę zaczerpnięto od nazwiska twórcy opowiadań dla dzieci – Shela Silversteina.
W październiku 2002 zespół podpisał kontrakt z wytwórnią Victory Records. W połowie listopada 2010 ogłoszono, że grupa podpisała kontrakt z wytwórnią Hopeless Records.
We wrześniu 2012 ogłoszono, że ze składu odszedł gitarzysta Neil Boshart, a jego miejsce zajął Paul Marc Rousseau, który przez ostatnie lata do tego czasu zajmował się technikaliami gitarowymi przy zespole. Przez lata głównymi twórcami kompozycji zespołu byli Shane Told oraz Neil Boshart, a po jego odejściu Paul Marc Rousseau.
Na początku września 2014 ogłoszono, że grupa podpisała kontrakt z wytwórnią Rise Records. W czerwcu 2019 muzycy parafowali umową z wytwórnią UNFD.
W 2019 Shane Told przyznał, że styl muzyczny grupy bywa uznawany np. za emo, screamo, post-hardcore czy nawet rock i on to akceptuje.
Członkowie grupy zostali wyznawcami zasad wegetarianizmu i weganizmu.
Płyty A Shipwreck in the Sand (2009), Short Songs (2012), This Is How the Wind Shifts (2013), I Am Alive in Everything I Touch (2015), Misery Made Me (2022) stanowią albumy koncepcyjne.
Jedenasty album grupy pt. Misery Made Me został wydany nakładem NSEW Recordings, tj. własnej wytwórni członków formacji. Dwunaste dzieło zespołu pt. Antibloom ukazało się 21 lutego 2025 nakładem UNFD, a w związku z zapowiedzią publikacji dwupłytowego wydawnictwa kontynuacją Antibloom będzie krążek Pink Moon, którego premierę wyznaczono na 12 września 2025.

## Skład
Obecny skład
- Shane Told (ur. 13 lutego 1981) – śpiew, okazjonalnie gitara (2000-)
- Paul Koehler (ur. 9 września 1983) – perkusja (2000-)
- Billy Hamilton (ur. 13 sierpnia 1984) – gitara basowa, wokal wspomagający (2000-)
- Josh Bradford – gitara rytmiczna (2000-)
- Paul Marc Rousseau – gitara prowadząca (2012-)

Byli członkowie
- Richard McWalter – gitara prowadząca (2000–2001)
- Neil Boshart – gitara prowadząca (2001–2012)

## Dyskografia
| Rok  | Tytuł                                                                          | U.S. Billboard 200 Peak | Billboard Independent Albums |
| ---- | ------------------------------------------------------------------------------ | ----------------------- | ---------------------------- |
| 2003 | When Broken Is Easily Fixed - Data: 20 maja 2003 - Wydawca: Victory Records    | -                       | 45                           |
| 2005 | Discovering the Waterfront - Data: 16 sierpnia 2005 - Wydawca: Victory Records | 34                      | 3                            |
| 2007 | Arrivals & Departures - Data: 3 lipca 2007 - Wydawca: Victory Records          | 25                      | 1                            |
| 2009 | A Shipwreck in the Sand - Data: 31 marca 2009 - Wydawca: Victory Records       | 33                      | 3                            |
| 2011 | Rescue - Data: 26 kwietnia 2011 - Wydawca: Hopeless Records                    |                         |                              |
| 2012 | Short Songs - Data: 7 lutego 2012 - Wydawca: Hopeless Records                  |                         |                              |
| 2013 | This Is How the Wind Shifts - Data: 5 lutego 2013 - Wydawca: Hopeless Records  |                         |                              |
| 2015 | I Am Alive in Everything I Touch - Data: 19 maja 2015 - Wydawca: Rise Records  |                         |                              |
| 2017 | Dead Reflection - Data: 14 lipca 2017 - Wydawca: Rise Records                  |                         |                              |
| 2020 | A Beautiful Place to Drown - Data: 6 marca 2020 - Wydawca: UNFD                |                         |                              |
| 2022 | Misery Made Me - Data: 6 maja 2022 - Wydawca: NSEW Recordings, UNFD            |                         |                              |
| 2025 | Antibloom - Data: 21 lutego 2025 - Wydawca: UNFD                               |                         |                              |
| 2025 | Pink Moon - Data: 12 września 2025 - Wydawca: UNFD                             |                         |                              |

## Teledyski
| Rok  | Tytuł                             | Reżyseria                  | Album                            | #      |
| ---- | --------------------------------- | -------------------------- | -------------------------------- | ------ |
| 2003 | „Giving Up”                       | Micah Meisner              | When Broken Is Easily Fixed      | [ 17 ] |
| 2004 | „Smashed Into Pieces”             | Shane C. Drake             | When Broken Is Easily Fixed      | [ 18 ] |
| 2005 | „Smile In Your Sleep”             | Marc Ricciardelli          | Discovering the Waterfront       | [ 19 ] |
| 2006 | „Discovering the Waterfront”      | Ben Weinstein              | Discovering the Waterfront       | [ 20 ] |
| 2006 | „My Heroine”                      | Dale Resteghini            | Discovering the Waterfront       | [ 21 ] |
| 2007 | „If You Could See Into My Soul”   | Endeavor Media             | Arrivals & Departures            | [ 22 ] |
| 2008 | „Still Dreaming”                  | Stephen Scott              | Arrivals & Departures            | [ 23 ] |
| 2009 | „Vices”                           | Robby Starbuck             | A Shipwreck in the Sand          | [ 24 ] |
| 2010 | „American Dream”                  | Robby Starbuck             | A Shipwreck in the Sand          | [ 25 ] |
| 2011 | „Sacrifice”                       | Robby Starbuck             | Rescue                           | [ 26 ] |
| 2011 | „The Artist”                      | Robby Starbuck             | Rescue                           | [ 27 ] |
| 2011 | „Burning Hearts”                  | Colin Minihan              | Rescue                           | [ 28 ] |
| 2012 | „Brookfield”                      | Josh Bradford              | Short Songs                      | [ 29 ] |
| 2012 | „Forget Your Heart”               | Brooks Reynolds            | Rescue                           | [ 30 ] |
| 2012 | „SOS”                             | Josh Bradford              | Short Songs                      | [ 31 ] |
| 2013 | „Massachusetts”                   | –                          | This Is How the Wind Shifts      | [ 32 ] |
| 2013 | „A Better Place”                  | –                          | This Is How the Wind Shifts      | [ 33 ] |
| 2014 | „On Brave Mountains We Conquer”   | –                          | This Is How the Wind Shifts      | [ 34 ] |
| 2014 | „This Is How The Wind Shifts”     | Josh Bradford              | This Is How the Wind Shifts      | [ 35 ] |
| 2015 | „A Midwestern State Of Emergency” | Max Moore                  | I Am Alive in Everything I Touch | [ 36 ] |
| 2015 | „Face of the Earth”               | –                          | I Am Alive in Everything I Touch | [ 37 ] |
| 2016 | „The Continual Condition”         | –                          | I Am Alive in Everything I Touch | [ 38 ] |
| 2016 | „Toronto (Unabridged)”            | Wyatt Clough, Roger Galvez | I Am Alive in Everything I Touch | [ 39 ] |
| 2016 | „Ghost”                           | Cat Hostick                | Dead Reflection                  | [ 40 ] |
| 2017 | „Retrograde”                      | Colin G. Cooper            | Dead Reflection                  | [ 41 ] |
| 2017 | „The Afterglow”                   | Warwick Hughes             | Dead Reflection                  | [ 42 ] |
| 2017 | „Lost Positives”                  | Wyatt Clough, Roger Galvez | Dead Reflection                  | [ 43 ] |
| 2018 | „Whiplash”                        | Wyatt Clough, Roger Galvez | Dead Reflection                  | [ 44 ] |
| 2020 | „Infinite”                        | Wyatt Clough               | A Beautiful Place to Drown       | [ 45 ] |
| 2020 | „Bad Habits”                      | Wyatt Clough               | A Beautiful Place to Drown       | [ 46 ] |
| 2020 | „Madness”                         | Machine That Eats          | A Beautiful Place to Drown       | [ 47 ] |
| 2021 | „Bankrupt”                        | Wyatt Clough               | Misery Made Me                   | [ 48 ] |
| 2021 | „It's Over”                       | –                          | Misery Made Me                   | [ 49 ] |
| 2022 | „Ultraviolet”                     | Wyatt Clough               | Misery Made Me                   | [ 50 ] |
| 2022 | „Die Alone”                       | Wyatt Clough               | Misery Made Me                   | [ 51 ] |
| 2022 | „Live Like This”                  | Wyatt Clough               | Misery Made Me                   | [ 52 ] |
| 2023 | „Poison Pill”                     | Wyatt Clough               | Misery Made Me                   | [ 53 ] |
| 2024 | „Skin & Bones”                    | Wyatt Clough               | Antibloom                        | [ 54 ] |
| 2024 | „Confession”                      | Wyatt Clough               | Antibloom                        | [ 55 ] |
| 2025 | „Don't Let Me Get Too Low”        | Wyatt Clough               | Antibloom                        | [ 56 ] |
| 2025 | „I Will Destroy This”             | Wyatt Clough               | Antibloom                        | [ 57 ] |
| 2025 | „Negative Space”                  | Wyatt Clough               | Pink Moon                        | [ 58 ] |
| 2025 | „Drain The Blood”                 | Wyatt Clough               | Pink Moon                        | [ 59 ] |